# 渡部千春
渡部 千春（わたべ ちはる、1969年3月12日 - ）は、日本のデザインジャーナリスト。東京造形大学准教授。
新潟県新潟市出身。1989年東京造形大学入学。デザイン1類広告ゼミ専攻。1993年卒業。1993年から1996年までロンドンに滞在。以後フリーランス。2011年4月より東京造形大学准教授。

## 著書
- 『北欧デザイン 家具と建築』（プチグラパブリッシング）
- 『北欧デザイン プロダクト』（プチグラパブリッシング）
- 『北欧デザイン テキスタイルとグラフィック』（プチグラパブリッシング）
- 『北欧デザインを知る ムーミンとモダニズム』（NHK出版）
- 『これ、誰がデザインしたの？』（美術出版社）
- 『続・これ、誰がデザインしたの？』（美術出版社）
- 『日本ブランドが世界を巡る』（日経BP）

## 共著
- 『20世紀デザインヒストリー』サラ・ティズリー+渡部千春（プチグラパブリッシング）
- 『グラフィックデザイナーになるには』武正秀治+渡部千春（ぺりかん社）

## ライティング・編集協力
- 『北欧案内 旅とデザイン』（プチグラパブリッシング）
- 『明和電機の広告デザイン』（NTT出版）
- 『UNBALANCE/BALANCE』（平凡社）